# Trichocolletes tuberatus
Trichocolletes tuberatus  is een vliesvleugelig insect uit de familie Colletidae.
De bij wordt ongeveer 11 millimeter lang. De soort komt voor in het westen van het grensgebied tussen Queensland en New South Wales, Australië.